# 孙南君
孙南君（1928年—），男，江苏宜兴人，中国药用植物资源开发专家，曾任中国医学科学院药用植物资源开发研究所研究员，中国药学会副理事长。